# Praha XVII

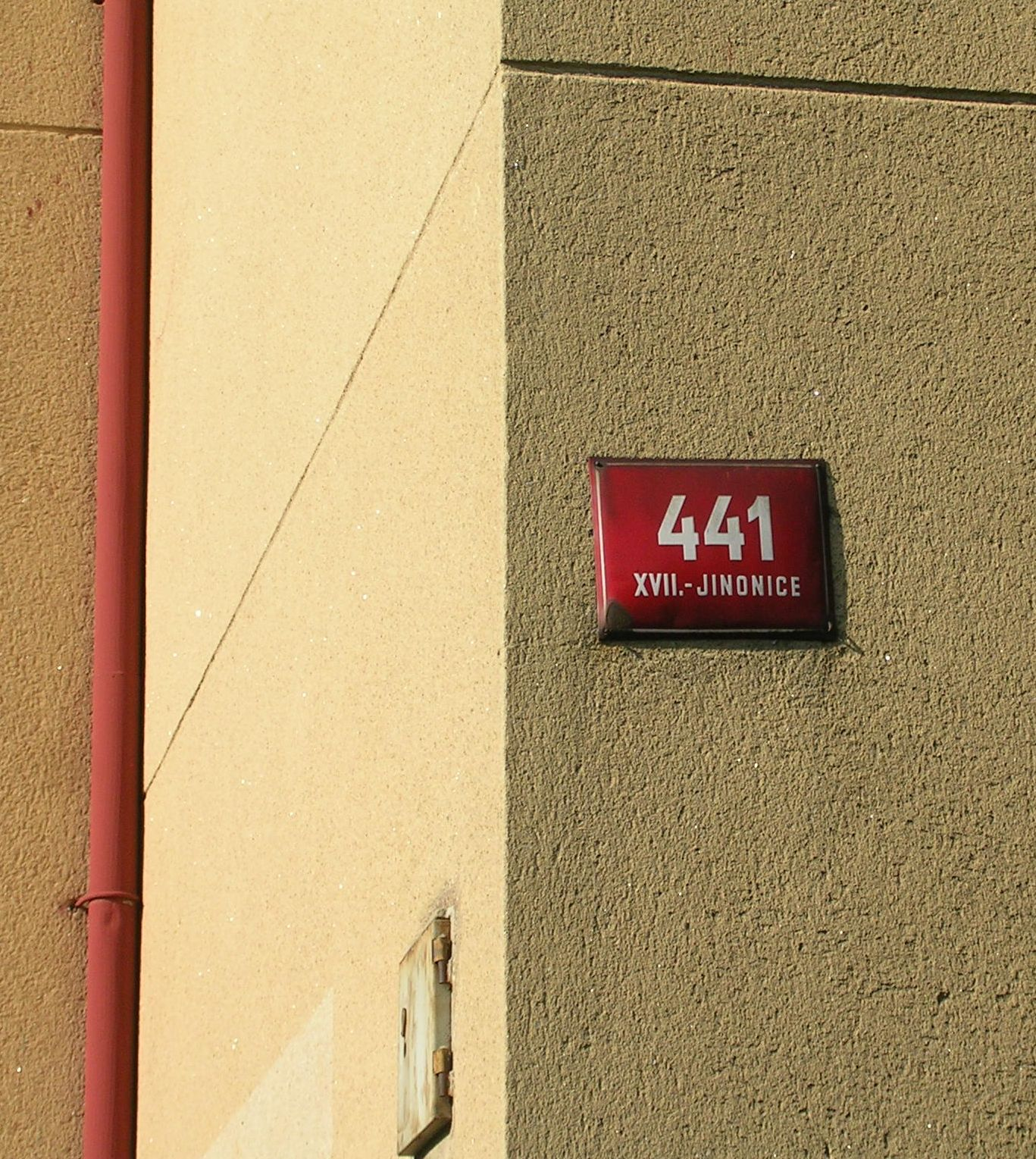
Staré popisné číslo v ulici Na Hutmance v Jinonicích

Praha XVII bylo v letech 1923–1949 označení městského obvodu Velké Prahy, tvořeného územím bývalého města Košíře a obcí Motol a Jinonice, připojených k Praze 1. ledna 1922 na základě zákona č. 114/1920 Sb. z. a n. z dosavadního smíchovského okresu. Jako volební obvod byla Praha XVII vymezená vládním nařízením č. 7/1923 Sb. s účinností ode dne vyhlášení 17. ledna 1923. Vládní nařízení 187/1947 Sb, účinné od 14. listopadu 1947, ponechalo rozsah obvodu stejný, určilo jej však i obvodem pro státní správu a název obvodu se rozšířil o název sídelní čtvrti obvodu, tedy na Praha XVII – Košíře. 
Obvod byl zrušen k 1. dubnu 1949, kdy byla Praha vládním nařízením č. 79/1949 Sb. rozčleněna novou správní reformou na 16 městských obvodů číslovaných arabskými číslicemi. Ke Košířím, Motolu a Jinonicím byla připojena ještě část Smíchova a společně utvořily nový obvod Praha 4. Od 11. dubna 1960 zákon č. 36/1960 Sb. vymezil v Praze 10 obvodů, přičemž Košíře, Motol i Jinonice připadly do obvodu Praha 5. Zákon č. 418/1990 Sb., o hlavním městě Praze, s účinností od 24. listopadu 1990 a poté znovu Statut hlavního města Prahy (vyhláška hl. m. Prahy č. 55/2000 Sb. HMP) s účinností od 1. července 2001 zařadily Košíře, Motol a většinu Jinonic do městské části Praha 5, pouze malou okrajovou část Jinonic do městské části Praha-Jihozápadní Město, v roce 1995 přejmenované na Praha 13. 